# Chippenham Without
Chippenham Without è un villaggio nello Wiltshire, Inghilterra. Si trova ad ovest di Chippenham nella contea del Wiltshire, Sud Ovest dell'Inghilterra, Regno Unito.

## Storia

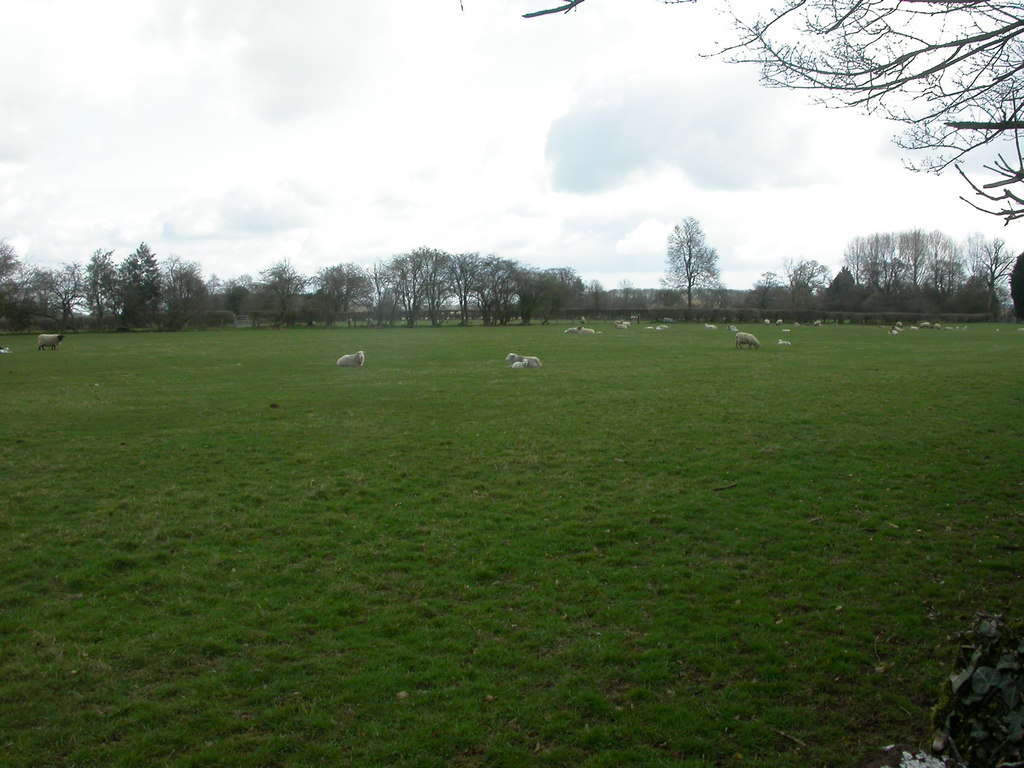
Tipico territorio agricolo attorno a Chippenham Without

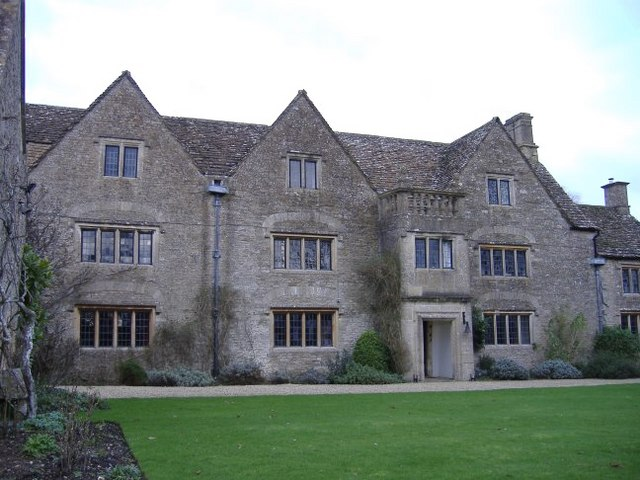
Bolehyde Manor

Nel Medioevo era probabilmente molto simile alle zone rurali della parrocchia adiacente di Corsham, ma nel caso di Chippenham, lo sviluppo ha avuto luogo solo nella città e non nei villaggi attorno ai primi manieri. Molti degli edifici sono del XVIII secolo o precedenti e il terreno non sembra molto diverso da quello di un secolo fa, a parte la scomparsa degli olmi. Verso la fine del XX secolo, l'espansione verso ovest di Chippenham nel Cepen Park a sud ha creato nuovi insediamenti.

## Monumenti e luoghi d'interesse
Nella parrocchia civile sono presenti diversi edifici considerati monumenti classificati per il loro particolare interesse storico e architettonico. Tra questi:
- Allington House[6]
- Bolehyde Manor
- Sheldon Manor